# 아오노가하라역
아오노가하라역(일본어: 青野ケ原駅 あおのがはらえき[*])은 일본 효고현 오노시에 위치한 서일본 여객철도 가코가와 선의 철도역이다. 단선 승강장 1면 1선의 구조를 갖춘 지상역이다.

## 이용 현황
| 연도     | 1일 평균 | 연도     | 1일 평균 |
| 1997년도 | 252      | 2005년도 | 245      |
| 1998년도 | 247      | 2006년도 | 228      |
| 1999년도 | 251      | 2007년도 | 237      |
| 2000년도 | 261      | 2008년도 | 228      |
| 2001년도 | 257      | 2009년도 | 202      |
| 2002년도 | 270      | 2010년도 | 191      |
| 2003년도 | 270      | 2011년도 | 183      |
| 2004년도 | 245      | 2012년도 | 185      |
| -------- | -------- | -------- | -------- |

## 역 주변
- 일본 육상자위대 아오노하라 주둔지

## 역사
- 1913년 8월 10일 : 반슈 철도 구니야역(현재의 야쿠진역) - 니시와키 역 간의 개통과 동시에, 다이몬구치역으로서 개업. 여객 · 화물 취급을 개시.
- 1916년 11월 22일 : 반테쓰다이몬역으로 개칭.
- 1923년 12월 21일 : 노선 양도에 의해 반탄 철도의 역이 된다.
- 1943년 6월 1일 : 반탄 철도의 국유화에 의해, 일본국유철도 가코가와 선의 역이 된다. 동시에 아오노가하라역으로 개칭.
- 1962년 9월 1일 : 화물 취급 폐지.
- 1986년 11월 1일 : 무인화.
- 1987년 4월 1일 : 일본국유철도 분할 민영화에 의해, 서일본 여객철도가 승계.
- 1990년 6월 1일 : 가코가와 철도부 발족에 의해, 그 관할로 한다.
- 2004년 12월 19일 : 가코가와 선 전철화와 동시에 역사 개축.
- 2009년 7월 1일 : 가코가와 철도부 폐지에 수반해 고베 지사 직할로 변경되어, 가코가와 역이 관리역으로 한다.

## 인접 역
| 서일본 여객철도 가코가와 선 | 서일본 여객철도 가코가와 선 | 서일본 여객철도 가코가와 선 |
| --------------------------- | --------------------------- | --------------------------- |
| 가와이니시 가코가와 방면    | ■ 가코가와 선               | 야시로초 다니카와 방면      |